# Corte Suprema Judicial de Massachusetts

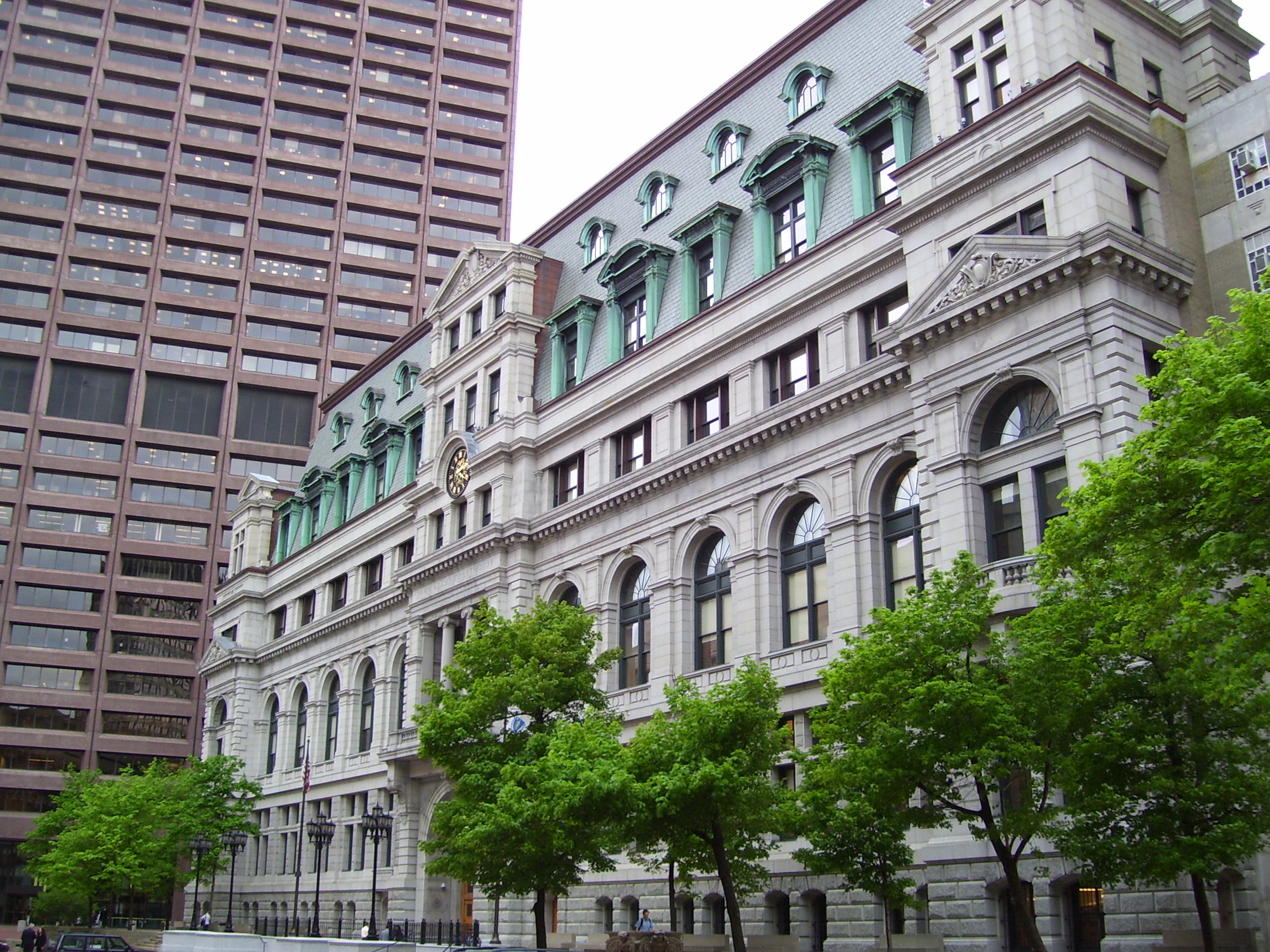
Edificio de la Corte Suprema Judicial de Massachusetts por fuera.

La Corte Suprema Judicial de Massachusetts (SJC) es la corte de mayor jerarquía del Estado de Massachusetts. La SJC tiene la distinción de ser la corte de apelaciones de mayor antigüedad en cuanto a funcionamiento continuado en el Hemisferio occidental.

## Historia
La corte fue establecida en 1692 bajo el nombre de "Corte Suprema Judicial" ("Superior Court of Judicature"). Su nombre fue cambiado a Corte Suprema Judicial luego de la adopción de la Constitución de Massachusetts de 1780.

## Funciones
Los siete Jueces que integran la Corte conocen de casos tanto civiles como criminales entre los meses de septiembre y mayo. 
Sesiones con un tribunal unipersonal (compuesto solo por un juez) son sostenidas todas las semanas del año para ciertas peticiones y casos en juicio o en apelación, revisiones de fianzas, procedimientos disciplinares del colegio de abogados, peticiones de admisión para el colegio de abogados, y otros procedimientos estatutarios. El juez Asociado actúa como tribunal unipersonal cada mes sobre la base de un calendario de rotación entre los siete jueces de la corte.
La totalidad de los jueces emite cerca de 200 sentencias cada año; un juez actuando unipersonalmente emite alrededor de 600 sentencias al año.
Además de sus atribuciones para conocer los recursos de apelación, la SJC es responsable de la superintendencia general del poder judicial del estado y del colegio de abogados, la creación o parovación de todas las reglas para las operaciones de las cortes del estado, y, en algunas ocasiones, proveer de consejos y sugerencias, cuando así le sea solicitado, a la Corte General de Massachusetts (que es el órgano encargado del Gobierno de Massachusetts) en varias asuntos legales.
La dirección actual de la Corte es: John Adams Courthouse, 1 Pemberton Sq., Boston, Massachusetts 02108.

## Composición
La Corte está integrada por un juez Presidente y seis Jueces Asociados designados por el Gobernador de Massachusetts con la ratificación del Consejo del Gobernador (Massachusetts Governor's Council). Los Jueces permanecen en funciones hasta la edad de setenta, cuando deben jubilar, así ocurre con todos los jueces de Massachusetts.

### Actual Composición
Los Jueces que componen actualmente la corte son:
- Juez Presidente Margaret H. Marshall
- Juez John M. Greaney
- Juez Roderick L. Ireland
- Juez Francis X. Spina
- Juez Judith A. Cowin
- Juez Robert J. Cordy
- Juez Vacante*

- La Jueza Asociada Martha B. Sosman murió el 10 de marzo de 2007. El Gobernador Deval Patrick debe designar al sucesor.

### Miembros notables
Oliver Wendell Holmes, Jr. Fue Juez de esta Corte antes de ser Juez de la Corte Suprema de los Estados Unidos.